# رابطة منيرفا
رابطة منيرفا هي حركة أدبية أسسها وترأسها أحمد زكي أبو شادي في نيويورك في 1948 وضمت ابنته صفية أبو شادي ونعمة الله الحاج ويوسف الصارمي وعبد اللطيف الخشن وزكي قنصل وعبد المسيح حداد الذي تولى منصب نائب رئيس الرابطة ولكنها لم تستمر طويلا وليس لها تأثير كبير في أدب المهجر.